# Klein-Polen (geschiedenis)

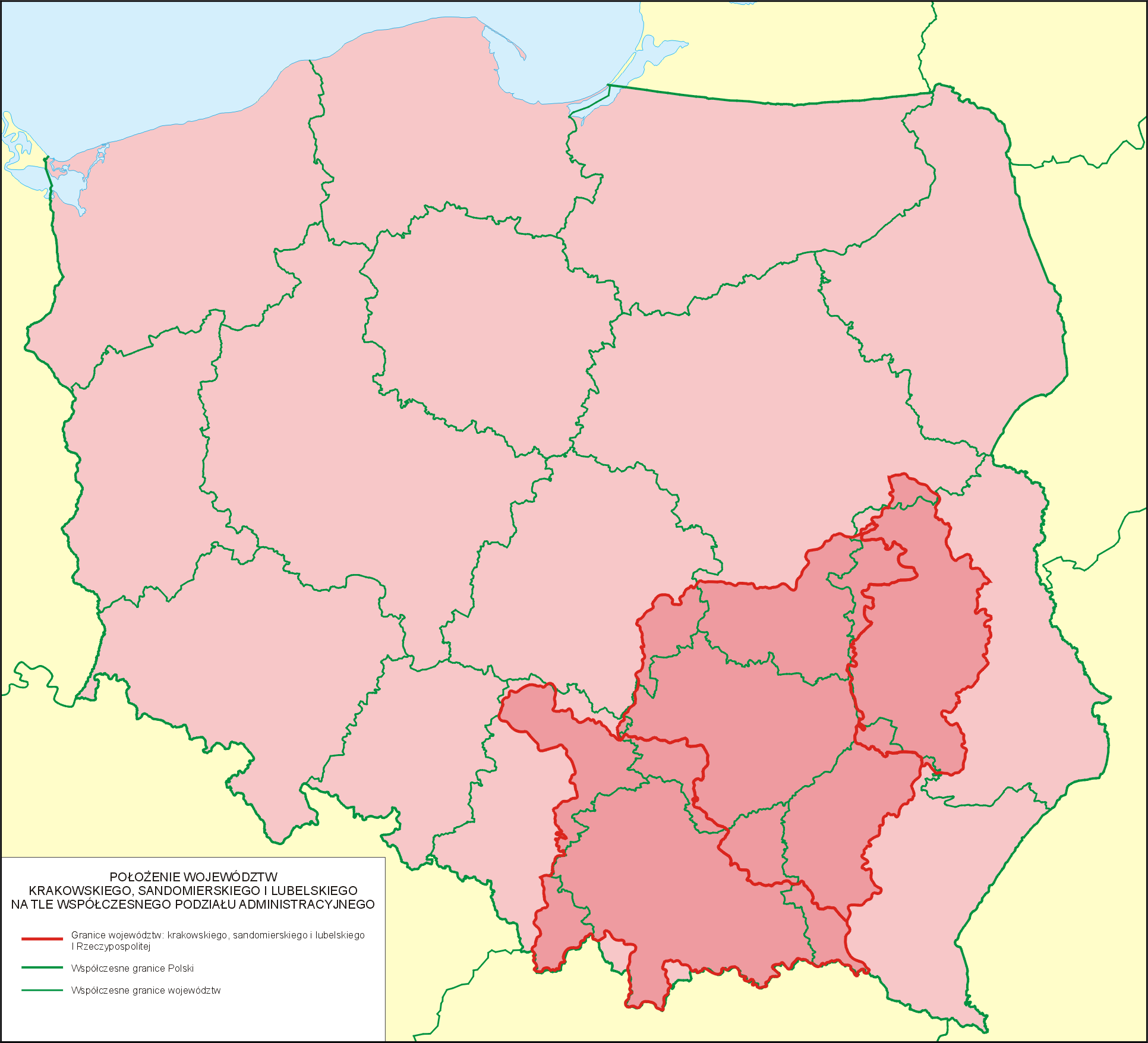
Klein-Polen vóór 1569 en de hedendaagse bestuurlijke indeling van Polen

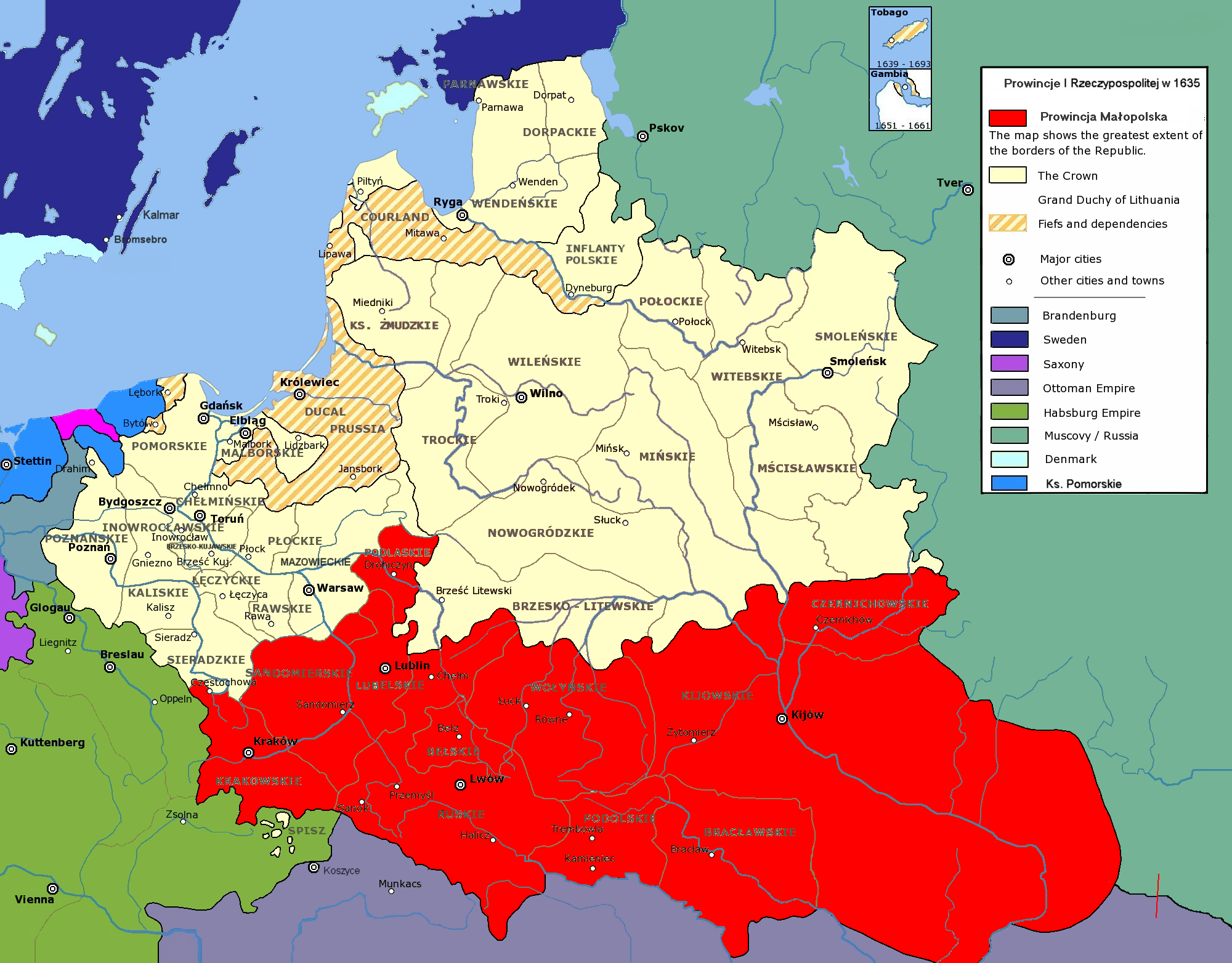
Klein-Polen 1635 in het rood

In de geschiedenis omvatte Klein-Polen een groter gebied dan de hedendaagse Woiwodschap Klein-Polen.
In 1569 sloten Polen en Litouwen zich door de Unie van Lublin aaneen tot het Pools-Litouwse Gemenebest. Dit rijk was onderverdeeld in Groot-Polen, Klein-Polen, het grootvorstendom Litouwen en het hertogdom Lijfland, die elk onderverdeeld waren in woiwodschappen en/of vorstendommen.
Onderstaande tabel geeft de gebieden die tot Klein-Polen (Małopolska) behoorden. Met alle Oekraïense gebieden erbij was Klein-Polen groter dan Groot-Polen. Verschillende Poolse delen, zoals Lublin en Podlachië, vormen nu een zelfstandige Poolse regio, naast het (echt kleine) hedendaagse Woiwodschap Klein-Polen.
| Woiwodschap/vorstendom                 | Hoofdstad                      |
| -------------------------------------- | ------------------------------ |
| Bełz (województwo belzkie)             | Bełz                           |
| Bracław (województwo bracławskie)      | Bracław                        |
| Czernihów (województwo czernichowskie) | Tsjernihiv (Pools: Czernichów) |
| Krakau (województwo krakowskie)        | Krakau                         |
| Kiev (województwo kijowskie)           | Kiev (Pools: Kijów)            |
| Lublin (województwo lubelskie)         | Lublin                         |
| Podlachië (województwo podlaskie)      | Drohiczyn                      |
| Podolië (województwo podolskie)        | Kamieniec Podolski             |
| Roethenië (województwo ruskie)         | Lemberg (Pools: Lwów)          |
| Sandomierz (województwo sandomierskie) | Sandomierz                     |
| Wolynië (województwo wołyńskie)        | Loetsk (Pools: Łuck)           |